# Шефер, Андраш
А́ндраш Ше́фер (венг. Schäfer András; род. 13 апреля 1999, Сомбатхей) — венгерский футболист, полузащитник клуба «Унион Берлин» и сборной Венгрии. Участник двух чемпионатов Европы (2020 и 2024).

## Клубная карьера
Шефер — воспитанник клубов «Халадаш» и МТК. 30 марта 2017 года в матче против «Дьирмота» он дебютировал в чемпионате Венгрии. 10 сентября в поединке против «Ньиредьхаза Спартакус» Андраш забил свой первый гол за МТК.
В начале 2019 года Шефер перешёл в итальянский «Дженоа». Летом 2019 года для получения игровой практики он был отдан в аренду в «Кьево», но из-за высокой конкуренции на поле не вышел. В начале 2020 года Шефер был арендован словацким ДАК 1904. 16 февраля в матче против «Сеницы» он дебютировал в чемпионате Словакии. По окончании аренды Шефер подписал с клубом полноценный контракт. 1 августа 2021 года в поединке против «Липтовски-Микулаш» Андраш забил свой первый гол за ДАК 1904.

## Международная карьера
3 сентября 2020 года в матче Лиги Наций против сборной Турции Шефер дебютировал за сборную Венгрии. 4 июня в товарищеском матче против сборной Кипра он забил свой первый гол за национальную команду.
В 2021 году Шефер принял участие в чемпионате Европы. На турнире он сыграл в матчах против Португалии, Франции и Германии. 8 сентября того же года в отборочном матче чемпионата мира 2022 против сборной Андорры Эндре забил свой первый гол за национальную команду. В поединке против немцев Андраш забил гол.

### Голы за сборную Венгрии
| #   | Дата         | Место                          | Противник | Счёт | Результат | Соревнование          |
| --- | ------------ | ------------------------------ | --------- | ---- | --------- | --------------------- |
| 01. | 4 июня 2021  | Суса Ференц, Будапешт, Венгрия | Кипр      | 1:0  | 1:0       | Товарищеский матч     |
| 02. | 23 июня 2021 | Альянц Арена, Мюнхен, Германия | Германия  | 1:2  | 2:2       | Чемпионат Европы 2020 |